# Dolabrifera dolabrifera
Dolabrifera dolabrifera är en snäckart som först beskrevs av Rang 1828.  Dolabrifera dolabrifera ingår i släktet Dolabrifera och familjen Notarchidae. Inga underarter finns listade i Catalogue of Life.

## Bildgalleri

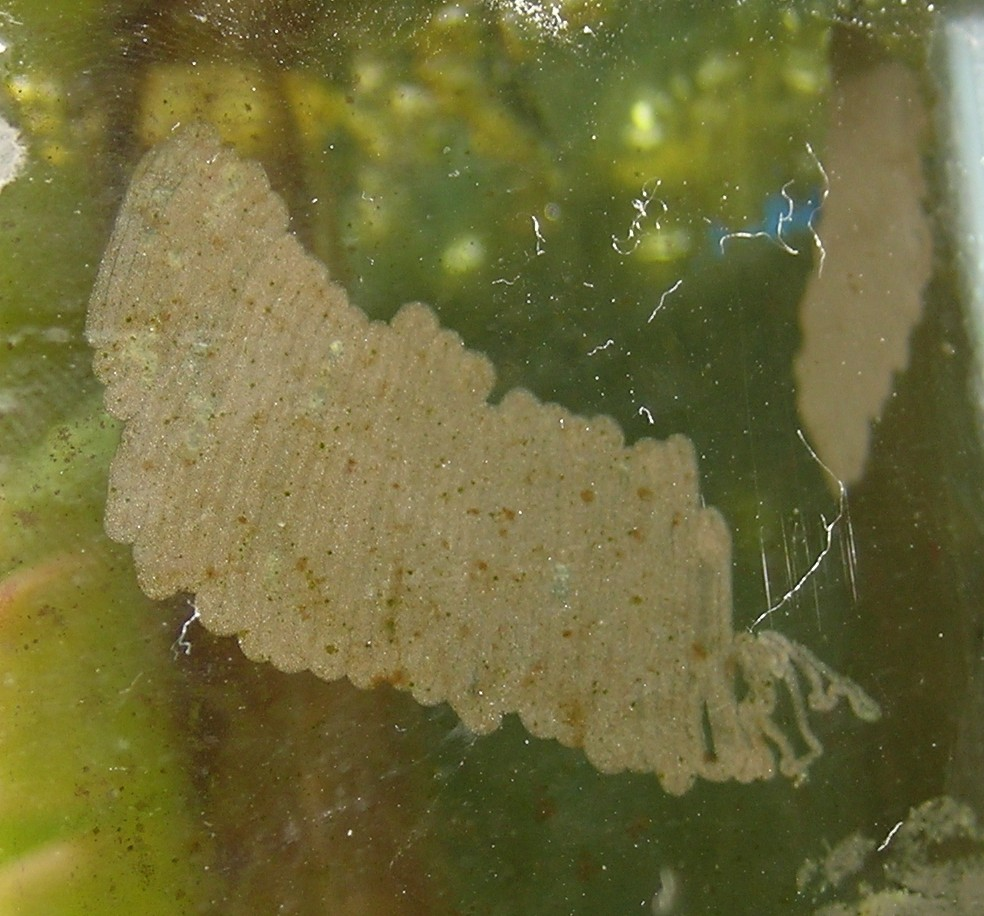
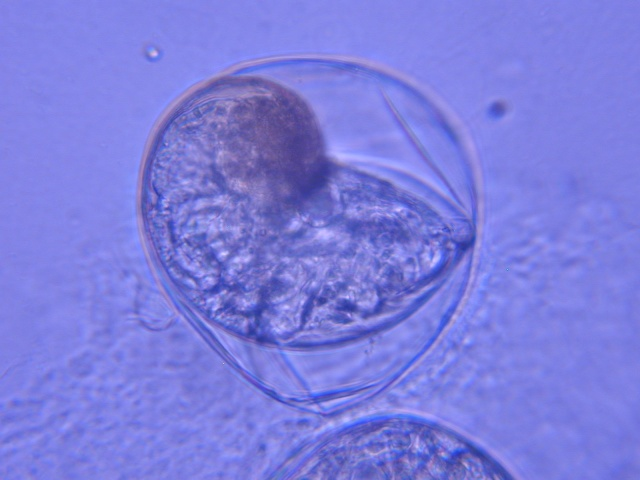
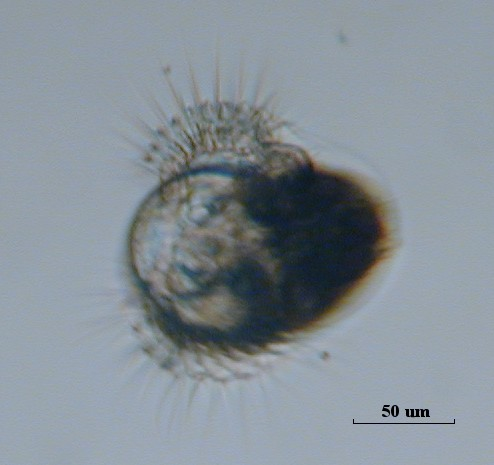